# Dylan Baker

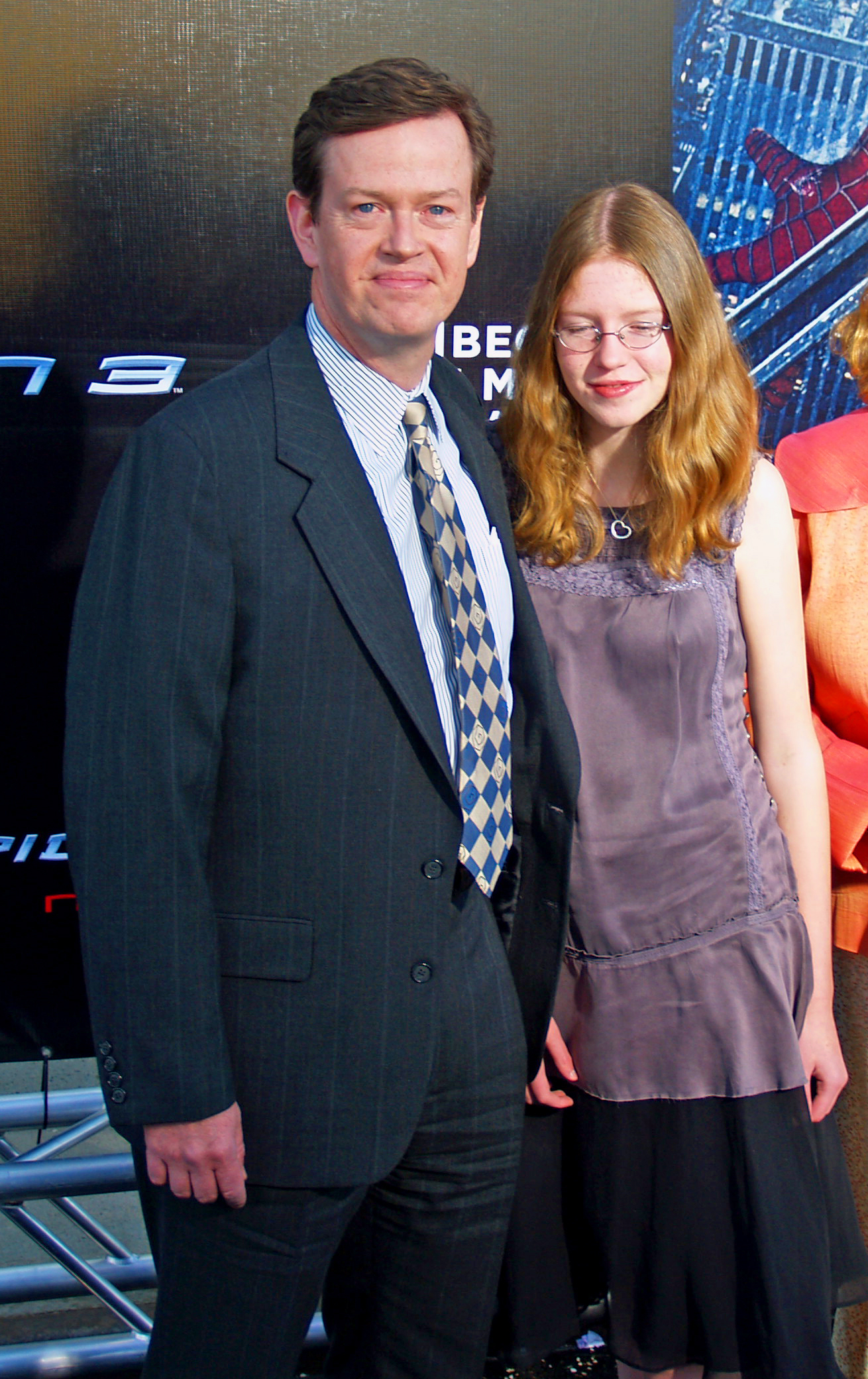
Dylan Baker med sin dotter 2007.

Dylan Baker, född 7 oktober 1959 i Syracuse, New York, är en amerikansk skådespelare.
Han är gift med skådespelaren Becky Ann Baker och tillsammans har de en dotter.

## Filmografi i urval
- 1987 – Raka spåret till Chicago
- 1991 – Drömbruden
- 1994 – Skamgrepp
- 1998 – Happiness
- 2000 – The Cell
- 2000 – Tretton dagar
- 2001 – I spindelns nät
- 2002 – Road to Perdition
- 2002 – Livs levande TV (TV-film)
- 2003 – How to Deal
- 2004 – Spider-Man 2
- 2005 – Matador
- 2005 – Hide and Seek
- 2006 – Fido
- 2007 – Spider-Man 3
- 2008 – Revolutionary Road
- 2014 – Selma
- 2017 – Unga kvinnor
- 2020–2023 – Hunters (TV-serie)